# João José Duarte da Fonseca
João José Duarte da Fonseca (Porto, 15 de fevereiro de 1785 – 5 de abril de 1856) foi um farmacêutico prático português.
Foi para o Rio de Janeiro em 12 de maio de 1815, onde estabeleceu-se com botica em 3 de janeiro de 1818. Foi eleito membro da Academia Nacional de Medicina em 1835, com o número acadêmico 44, na presidência de Joaquim Cândido Soares de Meireles.